# Richard Schenk
Richard Schenk OP (* 27. Juni 1951 in Los Angeles County) ist ein US-amerikanischer Ordensgeistlicher und Theologe. Er war von 2011 bis 2014 Präsident der Katholischen Universität Eichstätt-Ingolstadt (KU).

## Leben
Richard Schenk, Enkel deutscher Auswanderer, studierte von 1969 bis 1971 Philosophie an der University of California, Santa Barbara. 1971 trat er der Ordensgemeinschaft der Dominikaner in Oakland bei. Er graduierte 1974 zum  Baccalaureus artium in Philosophie und 1978 zum Magister artium in Philosophie an der Dominican School of Philosophy and Theology (DSPT). 1978 empfing er die Priesterweihe. Von 1982 bis 1985 war er wissenschaftlicher Mitarbeiter bei Leo Scheffczyk an der Ludwig-Maximilians-Universität München. 1986 wurde er mit einer Arbeit Die Gnade vollendeter Endlichkeit. Zur transzendentaltheologischen Auslegung der thomanischen Anthropologie im Fach Systematische Theologie über die Theologische Anthropologie von Thomas von Aquin und einem Vergleich mit den Werken von Martin Heidegger und Karl Rahner in München zum Dr. theol. promoviert. Von 1986 bis 1991 war er wissenschaftlicher Mitarbeiter der Bayerischen Akademie der Wissenschaften und engagierte sich in der Kommission für die Herausgabe ungedruckter Texte aus der mittelalterlichen Geisteswelt. Von 1989 bis 1991 hatte er eine Gastprofessur an der Schweizer Universität Freiburg inne.
1990 wurde Schenk zum Professor an der Dominican School of Philosophy and Theology in Berkeley ernannt. Von 1991 bis 2000 war er Direktor des Forschungsinstituts für Philosophie Hannover und 1991 Gründer der Abteilung für Philosophie und Theologie. 1992 wurde er Mitglied der Core Doctoral Faculty der Graduate Theological Union (GTU) in Berkeley, Kalifornien. Seitdem lehrt er an beiden Fakultäten. Von 2003 bis 2005 war er zudem Direktor des Intercultural Forum for Studies in Faith and Culture (ICF) (The Pope John Paul II Cultural Center) in Washington, D.C. Von 1999 bis 2003 und von 2007 bis 2011 war Schenk Regens studiorum seines Ordens Western Dominican Province. Er engagiert sich in zahlreichen Funktionen und Ämtern an Hochschulen und der Katholischen Kirche in den USA und Deutschland.
Richard Schenk war im Jahre 2011 neben Andreas Lob-Hüdepohl Kandidat für die Präsidentschaft an der Katholischen Universität Eichstätt-Ingolstadt und wurde am 26. Mai 2011 durch den Hochschulrat der Universität zum Präsidenten der Katholischen Universität Eichstätt-Ingolstadt gewählt. Ernannt wird der neue Präsident vom Vorsitzenden des Stiftungsrates der Universität, dem Münchner Erzbischof Reinhard Kardinal Marx. Schenk trat sein Amt am 1. Oktober 2011 an und wurde am 10. November 2011 offiziell eingeführt. Seinen Rücktritt „aus gesundheitlichen Gründen“ kündigte er überraschend am 24. Februar 2014 an.
2018 wurde Schenk zum Honorarprofessor an der Universität Freiburg im Arbeitsbereich Christliche Religionsphilosophie ernannt.

## Auszeichnungen und Ehrungen
- Aufnahme in die Europäische Akademie der Wissenschaften und Künste (1991)
- Auszeichnung des dominikanischen Ordens mit einem Sacrae Theologiae Magister (2004)

## Schriften (auf Deutsch)
- Richard Schenk: Die Gnade vollendeter Endlichkeit: zur transzendentaltheologischen Auslegung der thomanischen Anthropologie, Herder Freiburg im Breisgau 1989, ISBN 3-451-21153-X
- Richard Schenk (Hrsg.): Band 17: Robert Kilwardby, Quaestiones in librum quartum Sententiarum (Teil 4), Verlag der Bayerischen Akademie der Wissenschaften in Kommission beim Verlag C.H. Beck München 1993, ISBN 978-3-7696-9017-0
- Richard Schenk: Zur Theorie des Opfers: ein interdisziplinäres Gespräch, Frommann-Holzboog Stuttgart 1995, ISBN 3-7728-1665-7
- Richard Schenk: Kontinuität der Person: zum Versprechen und Vertrauen, Frommann-Holzboog Stuttgart 1998, ISBN 3-7728-1715-7
- mit Wolfgang Palaver: Mimetic Theory and World Religions. Michigan State University Press, East Lansing, USA 2017, ISBN 978-1-61186-262-1 MSU Press